# SAI Ambrosini Rondone
L'F.4 Rondone è un aeroplano civile biposto ad uso sportivo e d'addestramento progettato da Stelio Frati nel 1950 e costruito in una cinquantina di esemplari da tre costruttori italiani.
Il prototipo del Rondone fu costruito al CVV. Si trattava di monoplano ad ala bassa a sbalzo e carrello triciclo fisso costruito interamente in legno. I due occupanti erano seduti affiancati. Il prototipo era motorizzato con un Continental C90 da 85 CV e fece il suo primo volo il 19 ottobre 1950 pilotato da Nello Valzania.

## Aereo F.4 Rondone
Dotato di motore Continental C90 da 90 hp. Su uno di questi velivoli Inginio Guagnellini ottenne il record internazionale di velocità nella categoria 100 km ad una velocità media di 257 km/h.

## Ambrosini F.4 Rondone
Versione dotata di motore Praga D da 75 CV.

## Lombarda F.4 Rondone
Serie costruttiva equipaggiata con motore Walter Mikron da 65 CV.